# Grifols
Grifols — испанская фармацевтическая компания; главная специализация — переработка плазмы крови, основные регионы деятельности — США и Западная Европа. В списке крупнейших публичных компаний мира Forbes Global 2000 за 2021 год Grifols заняла 1006-е место (1572-е по обороту, 916-е по чистой прибыли, 1505-е по активам и 979-е по рыночной капитализации).

## История
Компания основана в 1940 году Хосе Антонио Грифолсом (José Antonio Grifols), до 2005 года называлась Probitas Pharma. В 1943 году первой в Европе компания освоила получение сухо-замороженной плазмы крови, а в 1945 году открыла первый в Испании частный банк крови. В 1958 году начал работу завод по фракционному разделению плазмы крови. В 2002 году в США была куплена компания SeraCare (переименованная в Biomat), а в 2003 году — Alpha Therapeutic..
В мае 2006 года акции компании были размещены на Мадридской фондовой бирже, с 2008 года они входят в её основной индекс IBEX 35. В июне 2011 года американские депозитарные расписки были размещены на бирже Nasdaq.
В 2011 году за 4 млрд долларов была куплена компания Talecris Biotherapeutics со штаб-квартирой в Северной Каролине. В 2013 году у Novartis было куплено подразделение по производству оборудования для тестирования образцов крови с центром операций в Калифорнии.

## Собственники и руководство
Около двух третей акций котируются на Мадридской фондовой бирже, остальные — на бирже Nasdaq. Крупнейшими акционерами являются члены семьи Грифолс, они же занимают ключевые посты в компании.

## Деятельность
Компания создала крупнейшую в мире сеть сбора донорской плазмы крови, 366 центров, из них 307 в США, 48 в Германии, 7 в Венгрии, 2 в Австрии, по одному в Египте и Канаде, ещё 41 в КНР в партнёрстве с Shanghai RAAS Blood Products. Плазма донорской крови перерабатывается в такие препараты, как альбумины, иммуноглобулины, альфа-1-антитрипсин, факторы свёртывания крови.
Научно-исследовательские центры компании имеются в США, Испании, Андорре, Ирландии и Швейцарии.
Основные подразделения по состоянию на 2021 год:
- Bioscience — сбор донорской крови и переработка её в медицинские препараты, 3,81 млрд евро;
- Diagnostic — производство и продажа диагностического оборудования, 736 млн евро;
- Hospital — снабжение больниц медикаментами и питанием сторонних производителей, 117 млн евро;
- Bio supplies — торговля плазмой крови, 226 млн евро.

Географическое распределение выручки за 20021 год:
- США и Канада — 3,155 млрд евро;
- Испания — 362 млн евро;
- Другие страны Евросоюза — 544 млн евро;
- Другие регионы — 872 млн евро.